# Bruchtorturm

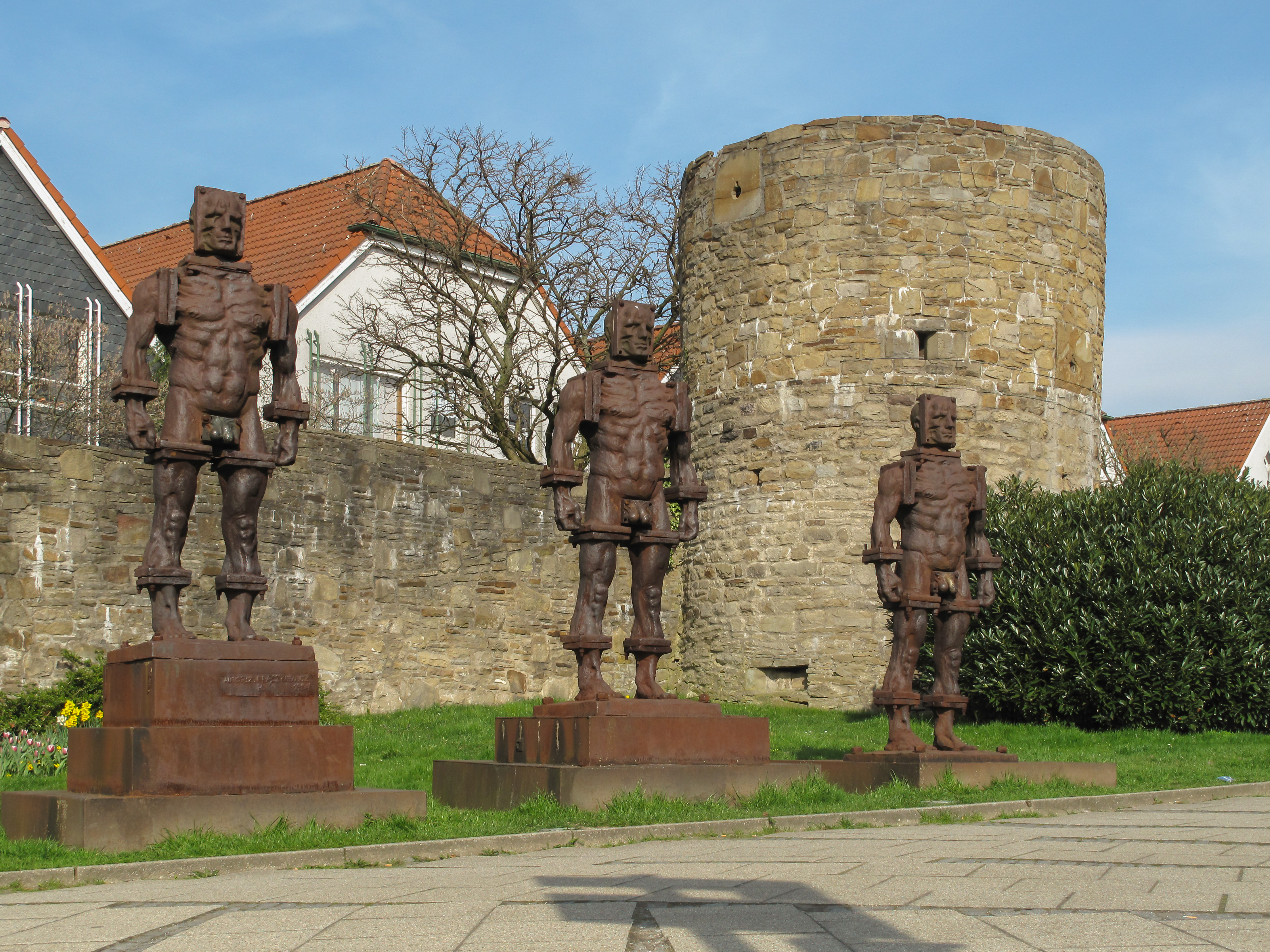
Turm und Eisenmänner

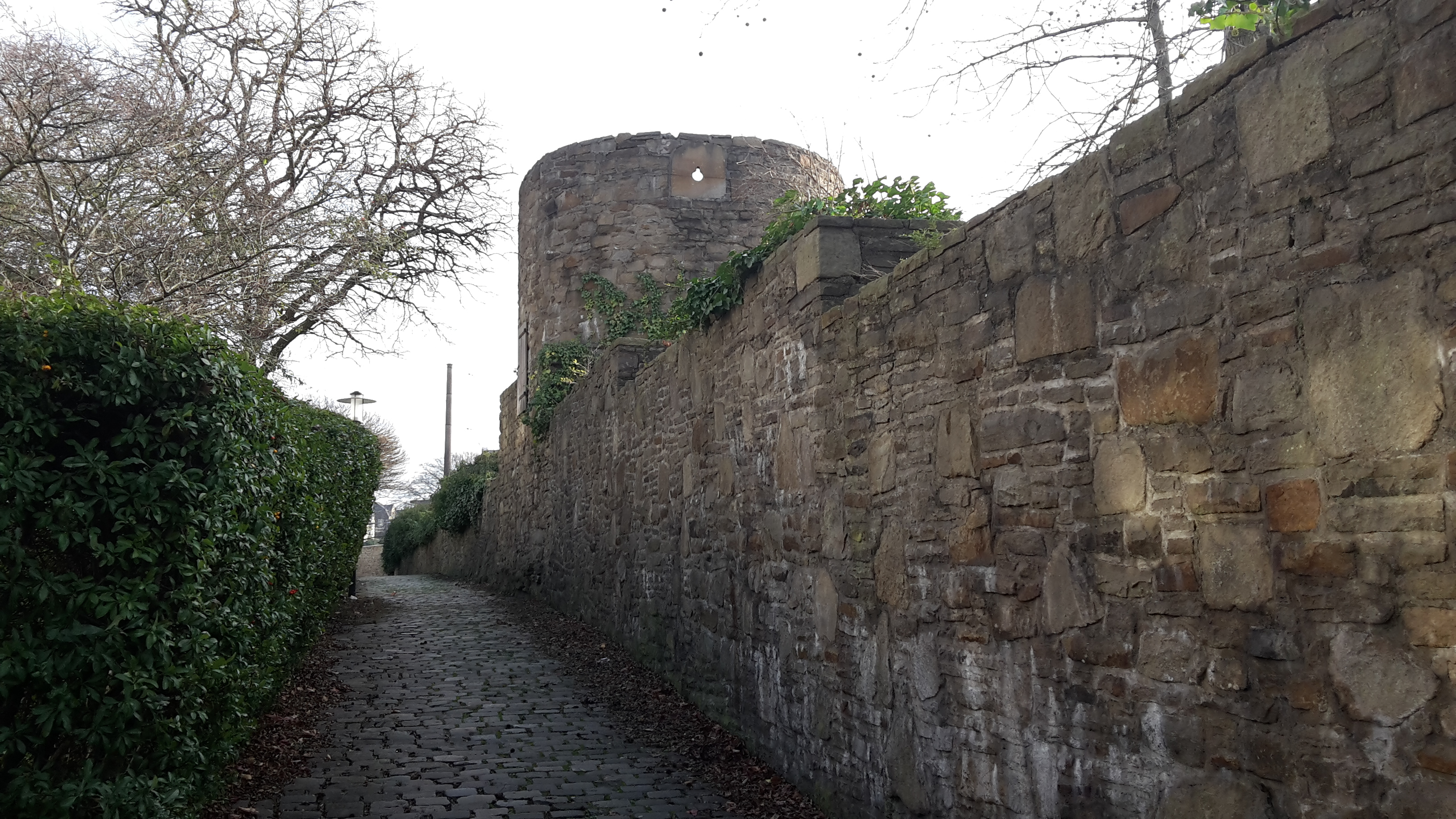
Innenseitig der Stadtmauer

Der Bruchtorturm ist einer von ehemals sieben Stadttürmen der ehemaligen Stadtbefestigung Hattingens. Er sicherte das Bruchtor.
Der Zugang erfolgte in das obere Turmgeschoss von der Innenseite der Stadtmauer, das untere Turmgeschoss war durch eine Bodenluke und eine Leiter erreichbar. Um 1820 wurde er teilweise abgebrochen. Der Turmstumpf stand versteckt hinter einem gründerzeitlichen Wohnhaus und wurde als Geräteschuppen genutzt. Später wurde das Wohnhaus abgerissen. Der nunmehr sichtbare Turm wurde wieder instand gesetzt.
Vor dem Turm stehen heute die Eisenmänner.